# Valentine Tessier
Valentine Tessier (Parigi, 5 agosto 1892 – Vallauris, 11 agosto 1981) è stata un'attrice francese.

## Biografia
Nata nel 1892, iniziò la sua carriera cinematografica nel 1912 alla Pathé, dove girò alcuni film sotto la direzione di Camille de Morlhon, continuando a recitare a teatro. Nella sua carriera durata fino alla fine degli anni settanta, si contano circa una trentina di apparizioni sullo schermo oltre ad alcune apparizione televisive.
Lavorò con alcuni dei maggiori registi francesi, da Abel Gance a René Clair. Nel 1933, diretta da Jean Renoir, fu la protagonista di Madame Bovary nel ruolo di Emma.

### Morte
È morta a Vallauris l'11 agosto 1981 a 89 anni.

## Filmografia
La filmografia - basata su IMDb - è completa.
- Britannicus, regia di Camille de Morlhon (1912)
- Le Fils prodigue, regia di Camille de Morlhon (1912)
- La Haine de Fatimeh, regia di Camille de Morlhon (1912)
- La Fiancée du spahi, regia di Camille de Morlhon (1912)
- Vengeance kabyle, regia di Camille de Morlhon (1912)
- Un cappello di paglia di Firenze (Un chapeau de paille d'Italie), regia di René Clair (1928)
- Madame Bovary, regia di Jean Renoir (1933)
- Jérôme Perreau héros des barricades, regia di Abel Gance (1935)
- Ragazze sole (Club de femmes), regia di Jacques Deval (1936)
- L'intrusa (Abuso di fiducia) (Abus de confiance), regia di Henri Decoin (1937)
- Sotto il sole di Parigi (Ménilmontant), regia di René Guissart (1939)
- Il carro fantasma (La Charrette fantôme), regia di Julien Duvivier (1939)
- L'Embuscade, regia di Fernand Rivers (1941)
- Tragica gloria (Le Lit à colonnes), regia di Roland Tual (1942)
- Désarroi, regia di Robert-Paul Dagan (1946)
- Giustizia è fatta (Justice est faite), regia di André Cayatte (1950)
- Naso di cuoio (Nez de cuir), regia di Yves Allégret (1951)
- Le due verità, regia di Antonio Leonviola (1951)
- Processo in Vaticano - la vita di S. Teresa di Lisieux, regia di André Haguet (1952)
- Des quintuplés au pensionnat, regia di René Jayet (1953)
- Lucrezia Borgia (Lucrèce Borgia), regia di Christian-Jaque (1953)
- I figli dell'amore (Les Enfants de l'amour), regia di Léonide Moguy (1953)
- Maddalena, regia di Augusto Genina (1953)
- La Neige était sale, regia di Luis Saslavsky (1954)
- French Cancan, regia di Jean Renoir (1954)
- Notre-Dame de Paris, regia di Jean Delannoy (1956)
- Élisa, regia di Roger Richebé (1957)
- Maigret e il caso Saint Fiacre (Maigret et l'affaire Saint-Fiacre), regia di Jean Delannoy (1959)
- Églantine, regia di Jean-Claude Brialy (1972)
- Life Size (Grandezza naturale), regia di Luis García Berlanga (1974)
- La rivale di mia moglie (La Rivale), regia di Sergio Gobbi (1974)

## Doppiatrici italiane
- Tina Lattanzi in Giustizia è fatta, Le due verità, Notre-Dame de Paris
- Giovanna Scotto in French Cancan
- Wanda Tettoni in Maddalena
- Franca Dominici in Maigret e il caso Saint-Fiacre